# Давитян, Кен
Ке́ннет «Кен» Давитя́н (англ. Kenneth "Ken" Davitian, арм. Քեն Դավիթյան; род. 19 июня 1953, Лос-Анджелес) — американский актёр армянского происхождения, наиболее известный своей ролью Азамата Багатова в фильме «Борат», в котором он говорит на западном диалекте армянского языка.
Снимался в художественных фильмах, в сериалах («Клиент всегда мёртв»), в клипах (The Smashing Pumpkins).

## Биография
Кеннет Давитян родился 19 июня 1953 года в семье американцев армянского происхождения в восточном Лос-Анджелесе. Его отец, советский солдат, был захвачен нацистами во время Великой Отечественной. Он был принят в Армянский легион вермахта в Штутгарте. После окончания войны эмигрировал в Соединенные Штаты благодаря усилиям Джорджа Мардикяна. Кен работал в компании отца по работе с отходами. Окончил Колледж Уиттьер.
Его подростковым идолом был Бёрт Рейнольдс, который в значительной степени повлиял на его решение стать актёром.

## Открытие ресторана
В 2003 году Давитян основал ресторан под названием The Dip, который находится в Лос-Анджелесе. Его сын Роберт работает в этом ресторане. Ресторан специализируется на продаже хот-догов и работает в бейсбольной тематике в Шерман-Оукс. Ресторан может похвастаться хот-догом, задуманным Чарли Шином, который называется «Собака Чарли Шина с тигриной кровью» (англ. «Charlie Sheen Dog with Tiger Blood»).

## Фильмография
| Год  |   | Русское название                                                               | Оригинальное название                                                               | Роль                   |
| ---- | - | ------------------------------------------------------------------------------ | ----------------------------------------------------------------------------------- | ---------------------- |
| 1991 | ф | Лето бикини                                                                    | Bikini Summer                                                                       | Макс                   |
| 1993 | ф | Лягушачий город 2                                                              | Return to Frogtown                                                                  | Бад                    |
| 1994 | ф | Сексуальное намерение                                                          | Sexual Intent                                                                       | бармен                 |
| 1994 | ф | Молчание ветчины                                                               | The Silence of the Hams                                                             | Лучано Паваротти       |
| 1995 | ф | Повелитель иллюзий                                                             | Lord of Illusions                                                                   | слушатель              |
| 2000 | ф | Рот на замок!                                                                  | Our Lips Are Sealed                                                                 | Бандит                 |
| 2002 | с | Щит                                                                            | The Shield                                                                          | Армянский Бандит       |
| 2002 | ф | Мэй                                                                            | May                                                                                 | Foreign Doctor         |
| 2003 | ф | S.W.A.T.: Спецназ города ангелов                                               | S.W.A.T.                                                                            | Uncle Martin Gascoigne |
| 2003 | ф | Клад                                                                           | Holes                                                                               | Игорь Барков           |
| 2003 | ф | Одиночка                                                                       | A Man Apart                                                                         | Ramon Cadena           |
| 2006 | ф | Борат: культурные исследования Америки в пользу славного государства Казахстан | Borat: Cultural Learnings of America for Make Benefit Glorious Nation of Kazakhstan | Азамат Багатов         |
| 2007 | ф |                                                                                | South of Pico                                                                       | Ник                    |
| 2007 | ф | Везунчик                                                                       | Lucky You                                                                           | Игрок в Покер          |
| 2008 | ф | Раз придурок, два придурок                                                     | Stone & Ed                                                                          | Senor Gordo            |
| 2008 | ф | Знакомство со спартанцами                                                      | Meet the Spartans                                                                   | Царь Ксеркс            |
| 2008 | ф | Напряги извилины                                                               | Get Smart                                                                           | Shtarker               |
| 2008 | ф | Блюзмены                                                                       | Soul Men                                                                            | Ardesh Kezian          |
| 2008 | ф | Исчезновение                                                                   | Not Forgotten                                                                       | Father Salinas         |
| 2009 | с | Чак                                                                            | Chuck                                                                               | Дядя Берни             |
| 2009 | ф | Невозможно забыть                                                              | Not Forgotten                                                                       | Father Salinas         |
| 2010 | ф | Ну что, сыграем?                                                               | Let the Game Begin                                                                  | Эрик Бэнкс             |
| 2011 | ф | Артист                                                                         | The Artist                                                                          | ростовщик              |
| 2012 | ф | Притворись моим мужем                                                          | You May Not Kiss the Bride                                                          | Влатко Никитин         |
| 2014 | ф | Блондинка в эфире                                                              | Walk of Shame                                                                       | таксист                |
| 2017 | ф | Его собачье дело                                                               | Once Upon a Time in Venice                                                          | Юрий                   |